# عجائب المخلوقات وغرائب الموجودات
عجائب المخلوقات وغرائب الموجودات كتاب من تأليف العالم والجغرافي أبو عبد الله بن زكريا القزويني. يتناول هذا الكتاب علم أوصاف الكون من وصف السماء وما فيها من كواكب وأبراج وحركاتها وما ينتج عن ذلك من فصول السنة، وتكلم عن الأرض وتضاريسها، والهواء وما فيه من رياح وأنواعها، والماء والبحار، والجزر، وأحيائها وتكلم عن النبات والحيوان التي تسكن اليابس ورتبها أبجدياً. ويلاحظ القارئ البراعة في العرض، ودقة الملاحظة، والاستنتاج السليم، والكتاب به أربع مقدمات، ثم قسمه إلى مقالات كل مقالة بها عدة فصول. وخالف القزويني من تقدمه من علماء العرب في عدم ذكر الأشعار التي تصف النبات أو الحيوان بكثرة فكانت دراساته علمية بحتة وليست أدبية.

## معرض الصور

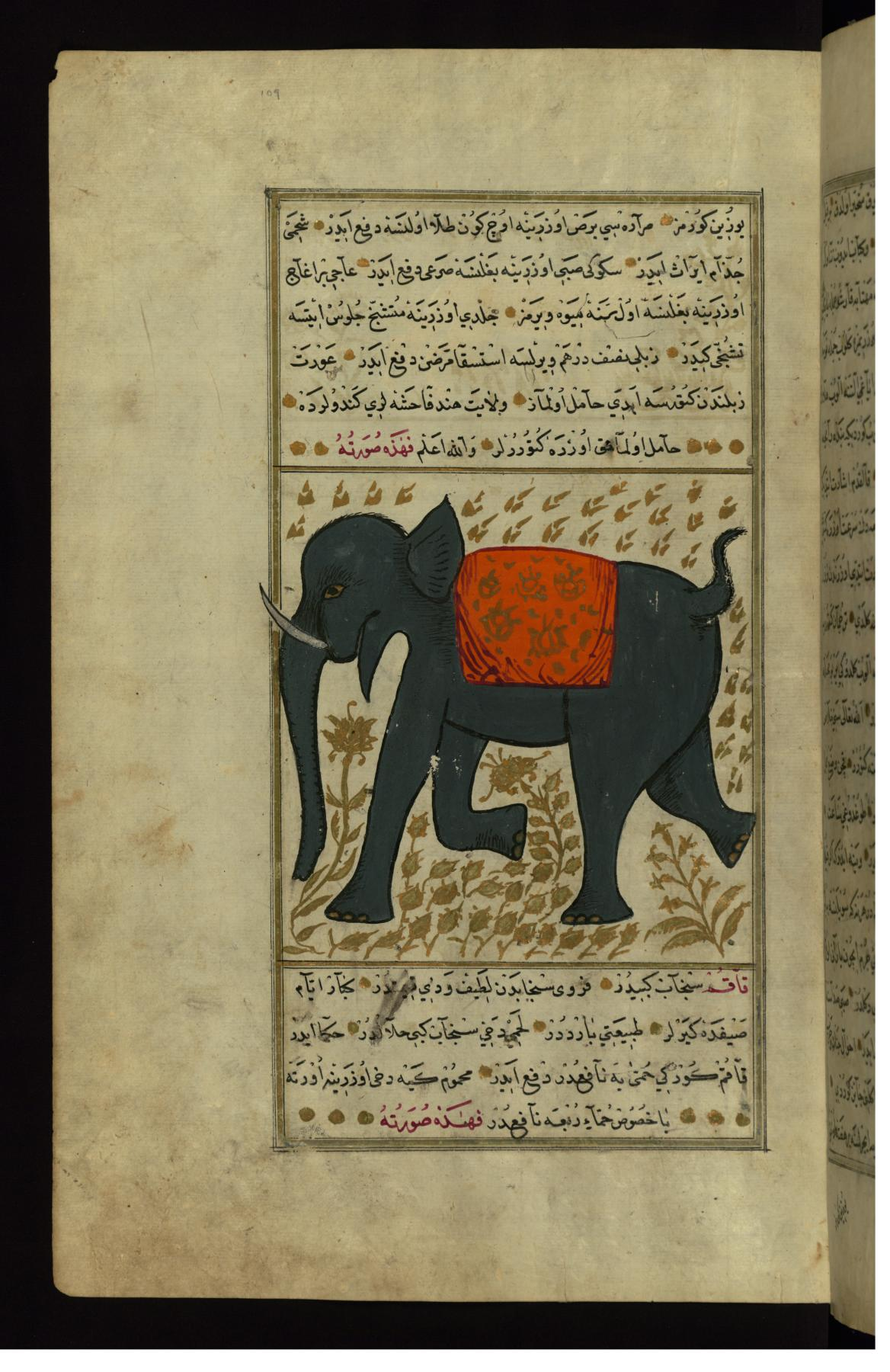
مخطوطة تصور الفيل مع التوضيح
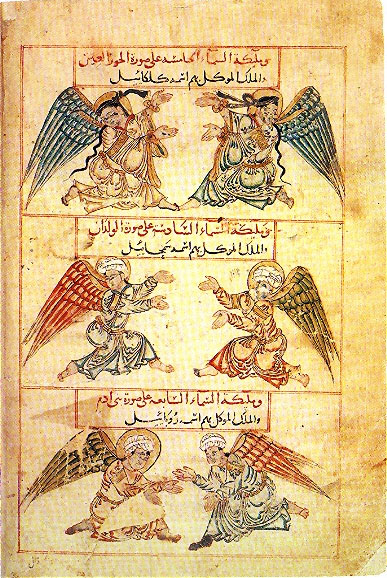
توزيع الملائكة في كل من السماوات السبع.
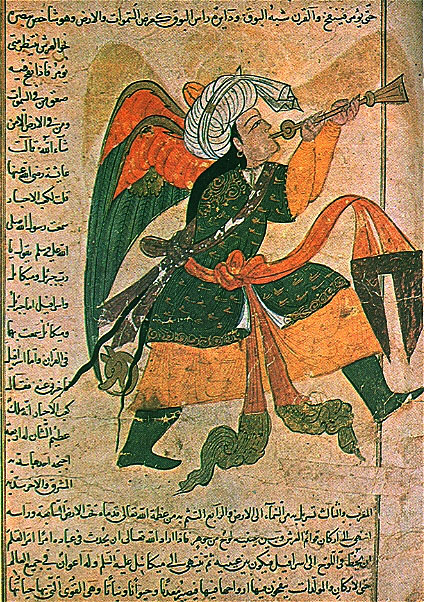
رسم توضيحي للملاك إسرافيل الموكل بالنفخ في الصور (بوق) يوم القيامة.
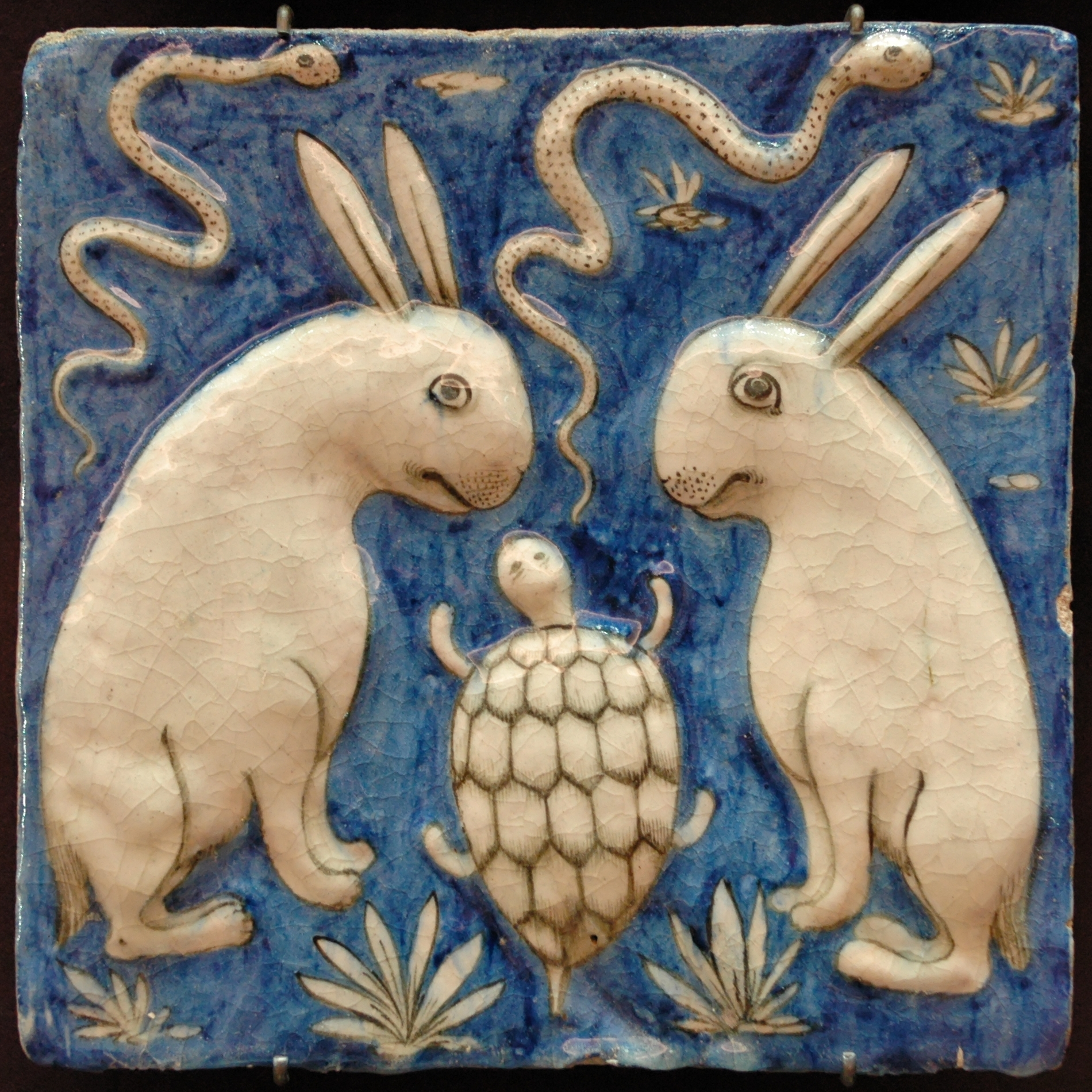
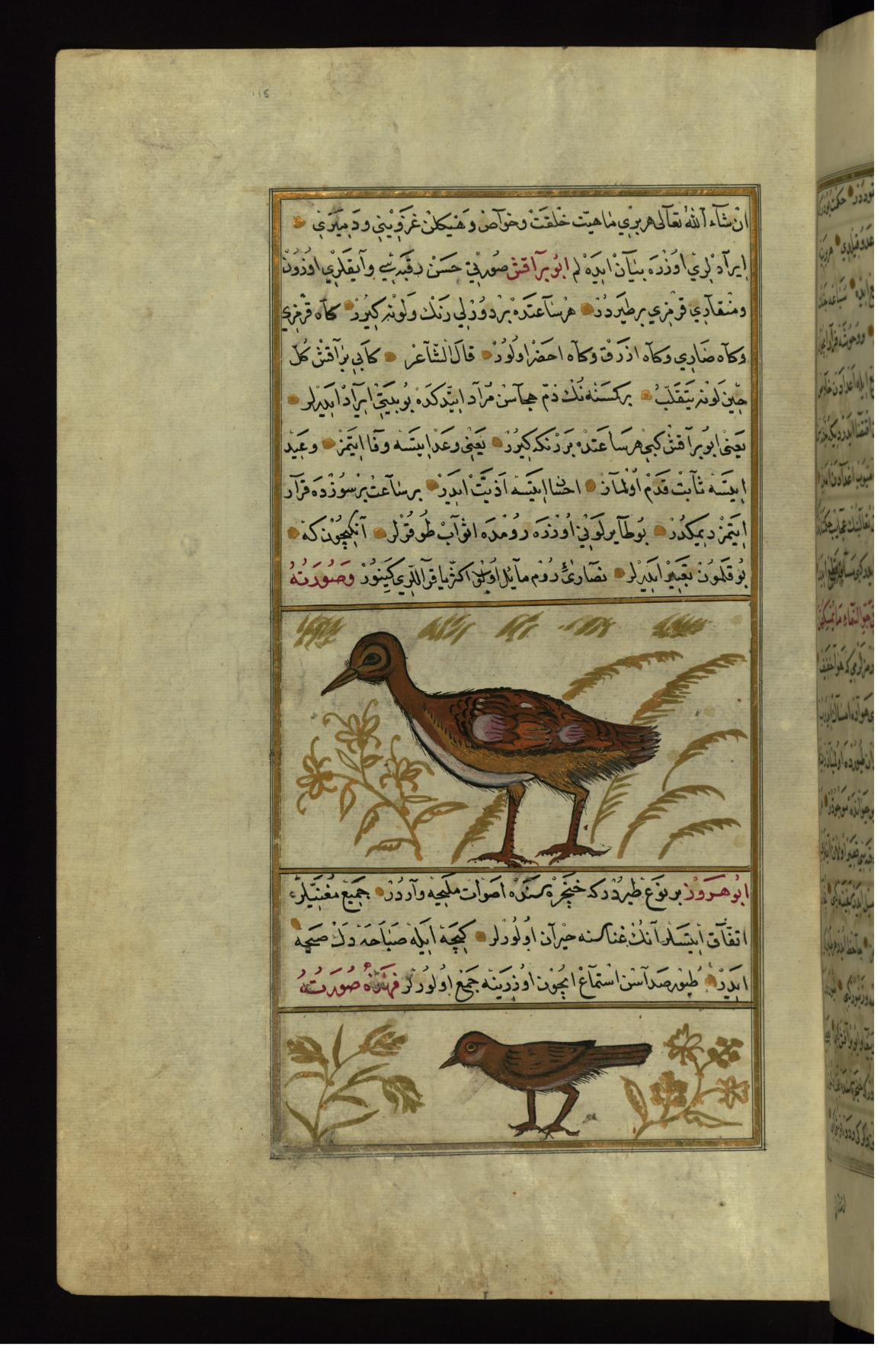
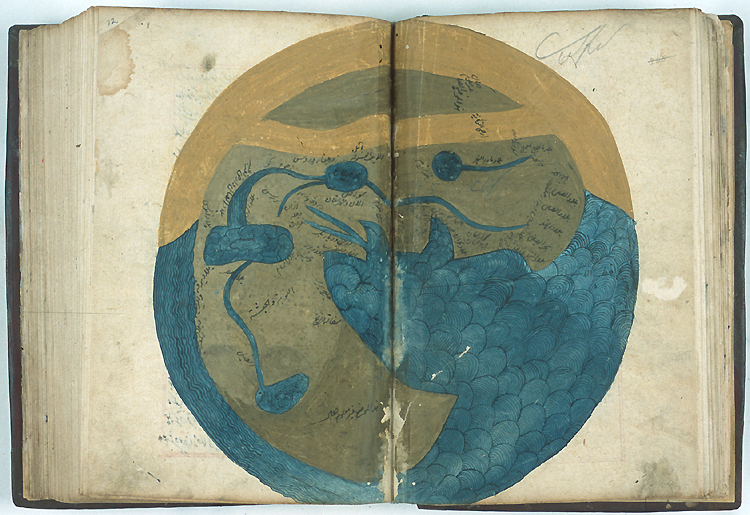
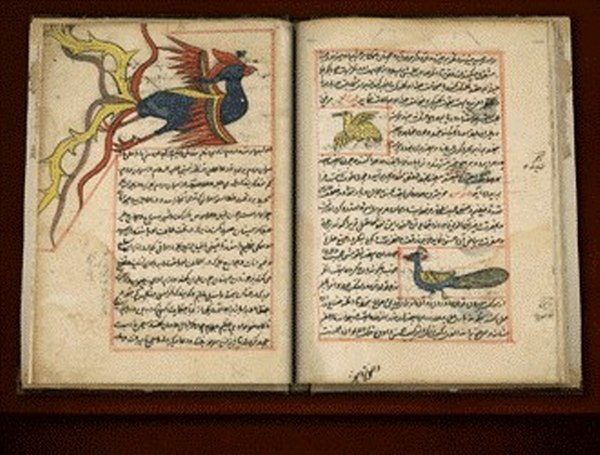
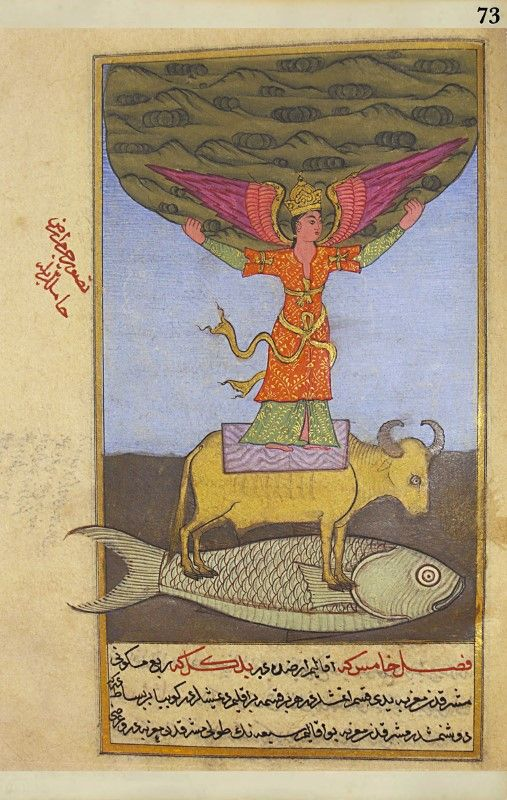
شكل الكون كما وصفه القزويني في كتابه.

## وصلات خارجية
- عجائب المخلوقات وغرائب الموجودات، قزويني، زكريا بن محمد على موقع مكتبة قطر الوطنية
- عجائب المخلوقات وغرائب الموجودات على موقع المكتبة الرقمية العالمية
- عجائب المخلوقات على موقع المكتبة الرقمية العالمية
- عجائب المخلوقات وغرائب الموجودات على موقع المكتبة الوطنية الفرنسية
- عجائب المخلوقات وغرائب الموجودات باللغة الفارسية على موقع مكتبة كامبريدج الرقمية
- نسخة تركية لكتاب عجائب المخلوقات وغرائب الموجودات قي متحف والترز للفنون